# 皮耶拉尔贝托·卡拉拉
皮耶拉尔贝托·卡拉拉（義大利語：Pieralberto Carrara，1966年2月14日—），意大利男子冬季两项运动员。他曾代表意大利参加1988年、1992年、1994年和1998年冬季奥林匹克运动会冬季两项比赛，获得一枚银牌。